# Personalizm
Personalizm – stanowisko filozoficzne podkreślające centralną rolę osoby (łac. persona), której przypisuje się takie cechy jak:
- autonomia,
- samoświadomość,
- wola,
- zdolność do twórczości,
- odpowiedzialność moralna[1].

Stanowisko to można odnaleźć w różnych kierunkach filozoficznych od czasów starożytnych. Od XIX wieku powstawały kierunki, które przyjęły taką nazwę na swoje oznaczenie.

## Historia
Cechy personalizmu można odnaleźć w bardzo różnych i odległych od siebie nurtach myśli. W filozofii starożytnej była to filozofia sofistów i Sokratesa, a także wczesnochrześcijańska filozofia Augustyna z Hippony (koncepcja Boga jako osoby). W średniowieczu personalistyczny charakter ma filozofia Tomasza z Akwinu. W filozofii nowożytnej odnajduje się personalizm w myśli Kartezjusza, Berkeleya i w niemieckim idealizmie. W filozofii pozaeuropejskiej, cechy personalistyczne nosi filozofia Ramanudźy.
Sam termin personalizm po raz pierwszy został użyty został przez Friedricha Schleiermachera (1799) na określenie koncepcji Boga osobowego, która była przeciwstawna panteizmowi.
W XIX w. ukształtowało się kilka kierunków określanych jako personalizmy i związanych z filozoficznym idealizmem.
Szczególnie dużą rolę pełnił personalizm w filozofii amerykańskiej. W Stanach Zjednoczonych powstało kilka ośrodków o znacząco różnych poglądach filozoficznych. W Bostonie jego wpływowym propagatorem był Borden Parker Bowne. Odrębna forma personalizmu ukształtowała się w Kalifornii (George Holmes Howison na Uniwersytecie w Berkeley). Amerykański personalizm miał mocny rys antymaterialistyczny i silne związki z religią, jednocześnie jednak starał się włączać osiągnięcia  takich nauk jak biologia ewolucyjna, psychologia, medycyna czy pedagogika.
Odrębne personalizmy powstawały też w innych krajach: we Francji (Charles Bernard Renouvier) Anglii (J.M.E. McTaggart), Rosji (Nikołaj Bierdiajew).
Szczególnie wpływowym, obecnym do dzisiaj w wielu krajach nurtem jest personalizm chrześcijański.

## Personalizm chrześcijański
Personalizm chrześcijański to nurt XX-wiecznej filozofii, który głosił nadrzędność wartości osoby ludzkiej wobec uwarunkowań społeczno-ekonomicznych oraz historycznych. Rozwinął się początkowo we Francji w kręgach katolickich.
Zwykle wyróżnia się jego dwa nurty:
- personalizm integralny (humanizm integralny) - rozwinany przez Jacquesa Maritaina, Józefa Tischnera, Jana Pawła II
- personalizm otwarty (społeczny) - rozwijany przez Emmanuela Mouniera.

Nurtów personalizmu chrześcijańskiego było jednak więcej, np. polski personalizm uniwersalistyczny Czesława Bartnika i uczniów.
Personalizm chrześcijański wpłynął też na wielu innych filozofów i nurtów chrześcijańskich, np. na chrześcijański ewolucjonizm Pierre'aa Teilharda de Chardina czy na katolicką naukę społeczną (duży wpływ Maritaina).    
Personalizm chrześcijański stawia w centrum wyjątkową i niepowtarzalną osobę ludzką, wyposażoną w niezbywalną godność. Tę centralną pozycję osoba zawdzięcza Boskiemu stworzeniu.
Personalizm starał się znaleźć odrębną drogę wobec konfliktowych koncepcji indywidualizmu i kolektywizmu (łączonymi z  z politycznymi ideologiami liberalizmu i socjalizmu) (chociaż w przypadku Mourniera celem był połączony z chrześcijaństwem socjalizm, natomiast zdecydowanie odrzucany był komunizm). Personaliści uważali, że kolektywizm i indywidualizm są zbyt abstrakcyjne, wadliwe i nie przedstawiają prawdziwej natury człowieka, który jest indywidualną osobą i jednocześnie członkiem ludzkiej wspólnoty jak rodzina, lokalna społeczność itp. Zwolennicy indywidualizmu lub kolektywizmu mają tendencję do absolutyzowania swojego poglądu, popadając w skrajności jak libertarianizm albo komunizm. Szczególnym zagrożeniem jest tu totalitaryzm.
Personalizm podkreśla wolność i odpowiedzialność konkretnej osoby za własne życie, jednocześnie podkreślając fakt, że powinna ona realizować tę odpowiedzialność w stosunku do swoich bliźnich, poza nimi bowiem traci wartość.